# 상교정본자비도량참법 권5
상교정본자비도량참법 권5(詳校正本慈悲道場懺法 卷五)는 불교의 참회법회(懺悔法會)를 통해 부처의 영험을 받으면 죄를 씻고 복을 누리게 되며, 나아가 윤회의 고통에서 벗어나게 된다는 발원(發願)의 내용을 기록한 경전인 『상교정본자비도량참법(詳校正本慈悲道場懺法)』(총10권) 중 권5에 해당하는 부분이다.
2012년 3월 26일 대한민국 경기도의 유형문화재 제266호로 지정되었다가, 2019년 1월 3일 대한민국의 보물 제1543-2호로 승격되었다.

## 경기도 유형문화재 지정 사유
본 고서는 조선초기 번각한 판으로 간행시기는 세조년간(1455～1468)으로 추정되며, 절첩본으로 된 것이 특이하고 현재 보물 지정 8책과, 충북도문화재 1책 등이 귀중본으로 보관되고 있어 가치가 인정된다.

## 보물 지정 사유
'상교정본자비도량참법 권5'는 불교의 참회법회(懺悔法會)를 통해 부처의 영험을 받으면 죄를 씻고 복을 누리게 되며, 나아가 윤회의 고통에서 벗어나게 된다는 발원(發願)의 내용을 기록한 경전인『상교정본자비도량참법(詳校正本慈悲道場懺法)』(총10권) 중 권5에 해당하는 부분이다. 1316년(충숙왕 3)년 판각된 후 여러 차례 간행되어 조선시대까지 많이 전파된 불교경전 중 하나이다.
만불선원 소장본은 고려시대 유행한 경전 형식인 절첩본(折帖本)을 따른 것으로, 내용상 고려 국왕인 태조 왕건(王健)과 제13대 왕 선종(宣宗) 왕운(王運)의 휘(諱)인 '건(健)'과 '운(運)'자의 밑받침(辶)이 빠진 사실로 보아 고려시대에 간행된 판본을 기초로 간행되었음을 알 수 있다. 다만 만불선원 소장본은 종이 재질과 인출(印出) 상태, 본문에 표기된 구결(口訣, 한문을 읽을 때 내용을 이해하기 위해 구절마다 표기한 토)의 특징으로 볼 때 조선 초기에 간행된 후인본(後印本)으로 판단된다.
인쇄된 면이 선명하고 보존상태가 양호하며, 본문 전체에 걸쳐 구결이 표기되어 있어 조선시대 불교학ㆍ서지학ㆍ국어사 연구에 중요한 자료로 평가된다.

## 같이 보기
- 상교정본자비도량참법

## 참고 자료
- 상교정본자비도량참법 권5 - 국가유산청 국가유산포털